# Nelson Cavaquinho (álbum de 1973)
Nelson Cavaquinho é o terceiro álbum do sambista carioca Nelson Cavaquinho, lançado em 1973.

## Disco
Neste LP, foram gravados algumas das melhores composições do sambista, como "Juízo Final", "Folhas Secas", "A Flor e o Espinho", "Rugas" e "Quando Eu Me Chamar Saudade".
Também nesse álbum, pela primeira vez, Nelson tocou cavaquinho, instrumento que havia abandonando pelo violão, no choro "Caminhando".

## Faixas
Lado A

1.Juízo Final (Élcio Soares - Nelson Cavaquinho) - 3:09

2.Folhas secas (Guilherme de Brito - Nelson Cavaquinho) - 2:18

3.Caminhando (Nourival Bahia - Nelson Cavaquinho) - 2:08

4.Minha festa (Guilherme de Brito - Nelson Cavaquinho) - 2:24

5.Mulher sem alma (Guilherme de Brito - Nelson Cavaquinho) - 2:52 

6.Vou partir (Jair do Cavaquinho - Nelson Cavaquinho) - 3:03
Lado B

1.Rei vadio (Joaquim - Nelson Cavaquinho) - 2:25

2.Potpourri (participação especial: Guilherme de Brito) - 3:51
- A flor e o espinho (Alcides Caminha - Guilherme de Brito - Nelson Cavaquinho)
- Se eu sorrir (Nelson Cavaquinho - Guilherme de Brito)
- Quando eu me chamar saudade (Nelson Cavaquinho - Guilherme de Brito)
- Pranto de poeta (Nelson Cavaquinho - Guilherme de Brito)

3. É tão triste cair (Nelson Cavaquinho) - 1:45

4. Pode sorrir (Guilherme de Brito - Nelson Cavaquinho) - 2:06

5. Rugas (Garcêz - Ary Monteiro - Nelson Silva) - 1:41

6. O bem e o mal (Guilherme de Brito - Nelson Cavaquinho) - 2:04

7. Visita triste (Anatalicio - Guilherme de Brito - Nelson Cavaquinho) - 2:00